# Svijet je moj
Album Svijet je moj (Radojka Šverko pjeva pjesme Alfi Kabilja) je pregled dugogodišnje plodonosne suradnje hrvatske pjevačke dive i poznatog i cijenjenog skladatelja, tekstopisca, aranžera, dirigenta i producenta.

## Povijest i nastanak
Svijet je moj je kombinacija studijskog albuma i reizdanja. Iako su sve pjesme na njemu snimljene u periodu od 1969. do 1988. godine, one se nikada do sada nisu našle na zajedničkom albumu, već su bile objavljene kao "singlice" ili pak na drugim studijskim albumima Radojke Šverko.
Posebnost ovoga albuma je u tome što je sa skoro svakom pjesmom koja se na njemu nalazi Radojka Šverko sudjelovala, a i pobjeđivala, na mnogim domaćim i inozemnim glazbenim festivalima.

## Popis pjesama
U skladu s činjenicom da su neke od pjesama izvođene na inozemnim glazbenim festivalima, na albumu se nalaze i prepjevi.
| 1.    | »C'est la vie«                            | Željko Sabol      | Alfi Kabiljo | Zagrebfest 1983., 1. nagrada šansone        | 4:20 |
| 2.    | »Svijet je moj«                           | Alfi Kabiljo      | Alfi Kabiljo | Rio de Janeiro 1970., 2. nagrada            | 3:47 |
| 3.    | »Ti si ruža« (1972.)                      | Ivica Krajač      | Alfi Kabiljo |                                             | 3:38 |
| 4.    | »Balalajke«                               | Ivica Krajač      | Alfi Kabiljo | Malta 1969., 1. nagrada                     | 2:19 |
| 5.    | »Jedan susret«                            | Milan Grgić       | Alfi Kabiljo | Splitski festival 1971.                     | 3:44 |
| 6.    | »Najljepša su jutra na tvom ramenu«       | Drago Britvić     | Alfi Kabiljo | Zagrebfest 1980.                            | 3:45 |
| 7.    | »Otok ljubavi«                            | Alfi Kabiljo      | Alfi Kabiljo | Palma de Mallorca 1970., 3. nagrada         | 2:26 |
| 8.    | »Ima netko«                               | Alfi Kabiljo      | Alfi Kabiljo | Opatijski festival 1974.                    | 2:49 |
| 9.    | »Kamo vodi ovaj put« (tema iz filma Deps) | Dora Kinert Bučan | Alfi Kabiljo |                                             | 2:25 |
| 10.   | »Bilo gdje da odem«                       | Maja Perfiljeva   | Alfi Kabiljo | Splitski festival i Festival u Sopotu 1974. | 3:16 |
| 11.   | »Nek nam srce pjeva«                      | Ivica Krajač      | Alfi Kabiljo | Tokyo 1976.                                 | 3:50 |
| 12.   | »Dug je put do ljubavi«                   | Alfi Kabiljo      | Alfi Kabiljo | Opatijski festival 1976.                    | 3:21 |
| 13.   | »Vrati se«                                | Alfi Kabiljo      | Alfi Kabiljo |                                             | 1:53 |
| 14.   | »Ja znam svoj put«                        | Alfi Kabiljo      | Alfi Kabiljo | Caracas 1971.                               | 3:23 |
| 15.   | »Svatko živi zbog ljubavi«                | Alfi Kabiljo      | Alfi Kabiljo | Barcelona 1969.                             | 2:46 |
| 16.   | »Nema povratka«                           | Ivica Krajač      | Alfi Kabiljo | Skopje 1971.                                | 3:20 |
| 17.   | »Nuestro mundo«                           | Alfi Kabiljo      | Alfi Kabiljo | Atlantico Tenerife 1969., 3. nagrada        | 2:42 |
| 18.   | »Como el fuego«                           | Alfi Kabiljo      | Alfi Kabiljo | Malta 1969., 1. nagrada                     |      |
| 19.   | »Isla del amor«                           | Alfi Kabiljo      | Alfi Kabiljo | Palma de Mallorca 1970., 3. nagrada         | 2:47 |
| 20.   | »Let my heart keep singin'«               | Ivica Krajač      | Alfi Kabiljo | Tokyo 1976., nagrada za interpretaciju      | 3:57 |
| 21.   | »Little love song«                        | Alfi Kabiljo      | Alfi Kabiljo | Seoul 1980., 2. nagrada                     |      |
| 22.   | »Green, green, green«                     | Daniela Kabiljo   | Alfi Kabiljo | Cavan 1988., 2. nagrada                     | 3:37 |
| 23.   | »Sleep well, my love«                     | Daniela Kabiljo   | Alfi Kabiljo | Curaçao 1986., 1. nagrada                   | 3:36 |
| 24.   | »Yes, we could try my friend«             | Bruce McGowan     | Alfi Kabiljo | Los Angeles 1984., nagrada za aranžman      | 4:34 |
| 79:34 |                                           |                   |              |                                             |      |